# Pradhania
Pradhania ("na počest sběratele fosilií jménem Dhuiya Pradhan") byl rod vývojově primitivního sauropodomorfního dinosaura, který žil v období spodní jury (stupeň sinemur, asi před 196 až 190 miliony let) na území dnešní Indie.

## Popis
Fosilie tohoto dinosaura byly objeveny v souvrství Dharmaram. Dinosaurus dosahoval menších rozměrů, mohl být dlouhý kolem 4 metrů. Jeho hmotnost se pravděpodobně pohybovala kolem 200 kilogramů.
Je znám pouze podle fragmentárních zkamenělin (částečně zachované lebky, kostí končetin a obratlů). Pravděpodobně spadal do čeledi Massospondylidae. Typový druh P. gracilis byl formálně popsán roku 2007.
Ve stejném souvrství byl objeven také další druh sauropodomorfa Lamplughsaura dharmaramensis, popsaný ve stejné studii v roce 2007.